# Chavanac (Cruesa)
Chavanac (en francès Chavanat) és una comuna (municipi) de França, a la regió de la Nova Aquitània, departament de la Cruesa.
La seva població al cens de 1999 era de 127 habitants. Està integrada a la Communauté de communes Du Pays Cruesa Thaurion Gartempe.

## Demografia
| 1968 | 1975 | 1982 | 1990 | 1999 |
| ---- | ---- | ---- | ---- | ---- |
| 182  | 202  | 154  | 144  | 127  |

## Administració
| Període | Identitat    | Partit |
| ------- | ------------ | ------ |
| 2001    | Guy Desloges |        |